# BV Cloppenburg (Frauenfußball)
Der BV Cloppenburg (offiziell: Ballspielverein Cloppenburg von 1919 e. V.) ist ein Fußballverein aus Cloppenburg in Niedersachsen. Der Verein wurde am 23. März 1919 gegründet. Heimspielstätte war die M&P Baudesign Arena mit 5001 Plätzen. Die Frauenfußballabteilung bestand von 2008 bis 2020.
Man spielte insgesamt neun Saisons in der zweiten Liga und 2013/14 einmalig in der Frauen-Bundesliga.

## Geschichte
Die Frauenfußballabteilung des BV Cloppenburg hat ihre Wurzeln beim SV Höltinghausen, einem Verein aus der Gemeinde Emstek. Im Jahre 2007 gelang der ersten Mannschaft der Aufstieg in die Regionalliga Nord, wo die Höltinghausenerinnen auf Anhieb Vizemeister hinter dem Mellendorfer TV wurden. Dieser Erfolg brachte für den SV Höltinghausen Probleme mit sich, da für ihn ein Aufstieg in die 2. Bundesliga aus finanziellen und infrastrukturellen Gründen nicht möglich ist.
Daraufhin trat die Abteilung im Jahre 2008 geschlossen zum BV Cloppenburg über und übernahm das Spielrecht in der Regionalliga Nord. In der Saison 2008/09 lieferte sich der BVC ein spannendes Titelrennen mit dem Aufsteiger Werder Bremen, welches die Bremerinnen mit einem Punkt Vorsprung für sich entscheiden konnten. Ein Jahr später gelang den Cloppenburgerinnen schließlich der Zweitligaaufstieg.
Nach einem verpatzten Start übernahm Tanja Schulte im Oktober 2010 das Traineramt und führte den BVC zum Klassenerhalt. Ein Jahr später wurde die Mannschaft mit finanzieller Unterstützung des örtlichen Feinkosthändlers Albert Sprehe erheblich verstärkt und landete schließlich auf Platz drei. Agnieszka Winczo wurde mit 24 Saisontoren Torschützenkönigin. Die erste Mannschaft stieg am vorletzten Spieltag der Saison 2012/13 vorzeitig in die Bundesliga auf.
Nach nur einer Saison folgte der direkte Wiederabstieg als Tabellenvorletzter. Trainerin Tanja Schulte blieb trotzdem weiterhin Trainerin der BVC-Frauen, die 2016 Vizemeister hinter dem MSV Duisburg wurden. Zwei Jahre später qualifizierten sich die Cloppenburgerinnen für die nunmehr eingleisige 2. Bundesliga. Dort konnte die Mannschaft in der Saison 2018/19 nur aufgrund der besseren Tordifferenz gegenüber dem FSV Hessen Wetzlar und dem SV 67 Weinberg die Klasse halten.
Vor der Saison 2020/21 wurde ein Insolvenzverfahren eröffnet. Aufgrund der Schuldenlast von 750.000 Euro wurden die Männermannschaft aus der Landesliga und die Frauenmannschaft aus der 2. Bundesliga zurückgezogen. Viele Vertragsspieler verließen daraufhin den Verein. In der Saison 2021/22 wurde keine Mannschaft gemeldet.

## Erfolge
- Meister der 2. Bundesliga Nord 2013
- Meister der Regionalliga Nord 2010
- Niedersachsenpokalsieger 2010

## Ehemalige Spielerinnen
- Ester Aparecida dos Santos (* 1984), brasilianische Nationalspielerin
- Verena Aschauer (* 1994), österreichische Nationalspielerin
- Vanessa Bernauer (* 1988), schweizerische Nationalspielerin
- Jackie Cruz (* 1986), puerto-ricanische Nationalspielerin
- Sofia Jakobsson (* 1990), schwedische Nationalspielerin
- Virginia Kirchberger (* 1993), österreichische Nationalspielerin
- Marlene Kowalik (* 1984), polnische Nationalspielerin
- Marie Pollmann (* 1989), deutsche Fußballspielerin, Torschützenkönigin der 2. Bundesliga Nord 2008